# Engleska
Engleska (eng. England) je dio Ujedinjenog Kraljevstva Velike Britanije i Sjeverne Irske. Kopnene granice dijeli s Walesom na zapadu te sa Škotskom na sjeveru. Ima izlaz na Irsko more na sjeverozapadu zemlje, na jugozapadu na Keltsko more, na istoku na Sjeverno more, a na jugu izlazi na La Manche koji je dijeli od ostatka kontinentalne Europe. Engleska pokriva oko 5/8 teritorija otoka Velika Britanija koji se nalazi u sjevernom dijelu Atlantika, a to uključuje i preko sto manjih otoka, kao što su otočje Scilly i otok Wight.
Područje današnje Engleske prvi su naseljavali moderni ljudi u doba gornjeg paleolitika, ali je zemlja dobila ime po Anglima, germanskom plemenu koje je dobilo ime po jednom od manjih Jyllandskih poluotoka, koje se naselilo u Englesku tijekom 5. i 6. stoljeća. Engleska je postala ujedinjena država u 10. stoljeću, a od razdoblja velikih geografskih otkrića, koja su se dogodila u 15. stoljeću, ima veliki kulturološki i pravni značaj na ostatak svijeta. Engleski jezik, Anglikanska Crkva i Englesko pravo (baza općeg prava kojeg su usvojile mnoge države diljem svijeta u svom pravnom sustavu), potječu iz Engleske, a i njezin parlamentarni sustav je također prihvaćen u mnogim državama u svijetu. Industrijska revolucija koja je započela u drugoj polovici 18. stoljeća upravo u Engleskoj, transformirala je njeno društvo u prvu industrijaliziranu naciju i moderno građansko društvo.
Engleska je najveće i najgušće naseljeno područje Ujedinjenog Kraljevstva, u njoj živi 84% stanovnika te države. Zbog premoći Engleske u Ujedinjenom Kraljevstvu naziv se vrlo često koristi kao sinonim za cijelo Ujedinjeno Kraljevstvo ili za otok Veliku Britaniju.

## Zemljopis
Engleska obuhvaća južni dio otoka Velike Britanije, na sjeveru graniči sa Škotskom a na zapadu s Walesom i Irskim morem. Na istoku graniči sa Sjevernim morem a na j. Engleska leži na Engleskom kanalu.

## Politika
Sjedište Vlade kraljevstva kao i kraljevske obitelji je u glavnom gradu Londonu. Za razliku od Škotske, Walesa ili Sjeverne Irske nema ni svoj parlament ni svoju vladu. Njihovu su ulogu preuzeli Parlament i Vlada Ujedinjenog kraljevstva. Pri tome je uobičajeno, da o pitanjima koja se tiču isključivo Engleske zastupnici drugih dijelova zemlje u Parlamentu ne glasaju. Međutim, planira se podjela Engleske na više administrativnih područja s vlastitom upravom (Devolucija).

## Heraldika
Engleska zastava, poznata i kao Križ svetog Jurja (engl. Georgea), je crveni križ na bijeloj podlozi.
Drugi heraldički simboli su Tudorska ruža i Tri lava.

## Povijest
Približno između 10.000. pr. Kr. i 6.000. pr. Kr., završetkom ledenog doba, došlo je na području Britanskog otočja do otopljavanja klime pa je tako potopljena i prevlaka koja je preko Sjevernog mora spajala Englesku s kontinentom. Toplija klima dovela je do pojave većeg broja biljaka i životinja, pa tako i do prvih lovaca skupljača, a nakon njih i prvih ratara. Prvi dokazi korištenja pluga na području Engleske pojavili su se 3.500. pr. Kr. Zbog razvoja poljoprivrede došlo je i do povećanja broja stanovništva pa se u većoj mjeri pojavljuju i dokazi o prisutnosti ljudi na području Engleske. Ti dokazi pojavljuju se u obliku ritualnih spomenika, pogrebnih komora, kamenih nizova i krugova. Ti objekti postajali su s vremenom sve složeniji i ukazuju da je poznavanje astronomije igralo veoma važnu ulogu, iako vjerski običaji tadašnjih ljudi i nisu sasvim poznati. Najpoznatiji spomenici tog vremena u Engleskoj su ritualna središta u Aveburyju i Stonehengeu.
Engleska je u to doba bila izložena pritisku Kelta, kulture koja se oko 800. pr. Kr. pojavila u južnoj Njemačkoj, a zatim se proširila dobrim dijelom Europe, pa tako i Engleskom. Razlozi širenja keltske kulture na Englesku nisu još potpuno jasni, a mogli bi biti uvjetovani doseljavanjem novih stanovnika ali i trgovinom. U to doba zbog obrade metala došlo je do snažnog razvoja poljoprivrede, trgovine, kovanja novca te prvih začetaka gradova i plemenskih "država".
Nakon što je osvojio Galiju Gaj Julije Cezar zaključivši je da je nužno spriječiti potporu koju Keltima u Galiji pružaju Kelti s područja Britanije, a vjerojatno i zbog želje za slavom i plijenom, te potreba da zaposli svoje postrojbe, pokrenuo je godine 55. pr. Kr. i 54. pr. Kr. pohod na južnu Englesku, ali je naišao na neočekivano snažan otpor i oluje. Zbog toga se Cezar bez mnogo razmišljanja vratio u Galiju.
Njegovi nasljednici razvili su trgovačke veze sa stanovnicima Engleske, ali pokreta vojske nije bilo do 43. godine, kada je napad poveo car Klaudije kako bi stekao nužan vojni ugled ali i zato što su rimski štićenici u južnoj Engleskoj izgubili kontrolu. Tijekom narednih stoljeća, sve do početka 5. stoljeća Rimljani su, postepeno pokorivši zatečene narode, znatno utjecali na razvoj Engleske, kako u gospodarskom tako i u kulturnom smislu. Rimljani su razvili urbani sustav povezan cestama, te izgradili romanizirane posjede i vile. Gradovi poput Londona (Londiniuma), Lincolna (Linduma) i Yorka (Eboracuma) bili su središta vlasti, potrošnje i rimske kulture. Izvan gradova Engleska se nije romanizirala u mjeri u kojoj su to učinile druge provincije. Da bi obranio pogranično područje Engleske od invazije sa sjevera car Hadrijan je 122. godine duž linije između rijeke Tyne i zaljeva Solway izgradio je zid nazvan po njemu Hadrijanov zid.
Kao i drugi dijelovi Rimskog Carstva i Britanija je dolazila pod sve snažnije udare nadirućih "barbarskih naroda": Pikta iz Škotske, te Angla, Juta i Sasa iz Njemačke i Danske. Godine 367. izvršili su uspješnu invaziju koja je dovela do golemih razaranja. Rimsku vlast ponovno je uspostavio car Teodozije, no ti napadi doveli su do općenitog slabljenja trgovine i stagnacije gradova, te je početkom 5. stoljeća, za vrijeme vlasti rimskog cara Honorija, rimska Britanija potpala pod vlast "barbarskih naroda".
Razdoblje nakon prodora "barbarskih naroda" općenito je malo poznato i malo je izvora, osim dijelom arheoloških koji škrto govore o razdoblju od nekoliko stoljeća (od 5. do 7. stoljeća). Može se reći da su napadači naišli na prilično žilav otpor domicilnog stanovništva ali postepeno su, naročito tijekom 6. stoljeća, Angli i Sasi na području Engleske uspostavili svoja kraljevstva. Neki arheološki dokazi, kao npr. kraljevska grobnica kod Sutton Hooa, govore, prema nađenim ukrasima, da su novouspostavljena kraljevstva održavala određene kulturne i trgovačke veze s kontinentom i nisu potpuno prekinule kulturni kontinuitet s rimskim periodom.
Kršćanstvo se u Engleskoj počelo širiti relativno brzo nakon što su novi narodi uspostavili svoja kraljestva. Prvi pokušaj je bio kada je papa Grgur Veliki godine 597. uputio misiju u Canterbury, glavni grad Kenta, no pravi iskorak učinila je irska Crkva koja je kroz određeno vrijeme misionarskim radom kršćanstvo proširila, preko Škotske na Englesku. Godine 664. na crkvenom saboru u Whitbyju pripremljen je teren za organizaciju engleske Crkve, te je papa imenovao Teodora iz Tarsusa prvim nadbiskupom Canterburyja.
U periodu do 9. stoljeća brojna mala kraljevstva, nakon brojnih manjih ili većih ratova spojila su se u tri velika kraljevstva pod nazivima: Northumbrija, Mercija i Wessex.
Tijekom ovih nemirnih vremena područje Engleske moralo je pretprjeti još jedan val "barbarskih" napada i to od strane Vikinga (Danaca, Norvežana i Šveđana). Prvi danski brodovi primijećeni su u engleskim vodama godine 789., dok su Norvežani 794. brutalno opljačkali samostan Lindisfarne, važno vjersko središte Northumbrije. Od sredine 9. stoljeća Danci su pojačali pritisak na području južne i istočne Engleske, te su sve više dolazili kako bi osvojili i ostali, a manje pljačkali. Pritisak Danaca je bio nezaustavljiv sve do godine 878. kada ih je porazio kralj Alfred Veliki u bici kod Edingtona. Pod Alfredom Velikim kraljevstvo Wessex veoma snaži te postupno prerasta u Englesku, te se može reći da je Alfred Veliki prvi engleski kralj.
Alfredovi nasljednici Edvard I. Stariji te Ethelstan Sjajni svojim su sposobnim vođenjem ratova potpuno porazili Dance na cijelom području Engleske te i formalno ujedinili bivša kraljevstva u Kraljevstvo Englesku. Učvršćen je i proširen sustav grofovija (shire), koje su bile podijeljene u okruge (wapentake) odgovorne za održavanje reda i zakona. Sustav dužnosnika: zapovjednika, šerifa, vijećnika i sudaca povezivao je vladara i lokalne zajednice. Čvrsto je ustrojen i sustav razrezivanja poreza i vojne obveze.
Od godine 980. do 1016. ponovno su se intenzivirali napadi Danaca koji su sada bili organizirana vojska uređenog kraljevstva pri čemu je Engleska ostala podijeljena između Knuta Velikog i Edmunda II. Željeznobokog. Nakon Edmundove smrti Engleska je potpala pod vlast danskog kralja Knuta Velikog. To razdoblje prevlasti Danaca potrajalo je do povratka kraljevske loze Wessex na čelu s Edvardom III. Ispovjednikom godine 1042.
Mirno razdoblje potrajalo je do smrti kralja Edvarda III. Ispovjednika godine 1066. Kako Edvard nije imao djece na englesko prijestolje pretendirali su Vilim, vojvoda normandijski i sin tada najvećeg engleskog velikaša grofa Godwina od Wessexa, Harold. Kraljevsko vijeće (Witenagemot) izabralo je Harolda pod imenom Harold II. Vojvoda normandijski Vilim nije se s time mirio, jer je tvrdio da je kralj Edvard baš njemu obećao englesku krunu, pa je prikupio vojsku te izvršio invaziju Engleske, porazio i ubio Harolda II. u bitci kod Hastingsa. Ovaj događaj izazvao je korjenite i sveobuhvatne promjene u engleskom društvu i vladajućoj eliti. Vilim I. Osvajač proveo je sveopću normanizaciju Crkve i zemlje. Uskratio je Anglosasima mogućnost izbora crkvenih poglavara, dovodio iz stranih zemalja, te je oduzeo zemlju svim zemljoposjednicima Anglosasima i dodijelio ih normanskoj eliti sukladno ratnim zaslugama. Uveo je francuski jezik kao službeni. Zaslužan je za stvaranje sveobuhvatnog imovinskog katastra sve imovine u Engleskoj (Domesday Book). Vladavina Normana značila je jačanje feudalizma, uspon gradske trgovine i obrta te širenje francuskog jezika i kulture. Svijet normanske Engleske nestao je nakon devedesetak godina, 1154. godine, isto kao što je i nastao, u ratu. I to u građanskom ratu za vrijeme vladavine kralja Stjepana.
Novo razdoblje u povijesti Engleske počinje dolaskom na prijestolje Henrika II. iz dinastije Anjou-Plantagenet. U razdoblju 12. i 13. stoljeća došlo je do pojačanog razvoja poljoprivrede, obrta i trgovine. Razvijaju se mnoge djelatnosti koje utječu na razvoj novčarstva što dovodi i do promjena u strukturi društva. Jačaju gradovi koji se izvan zidina i opkopa šire u okolicu. Dok je feudalna, normanska Engleska bila zasnovana na zemlji, ova nova društvena i gospodarska struktura Engleske u nastajanju biva zasnovana na novcu, pa su se tako čak i vazalske obveze vitezova u dobrom dijelu, umjesto vojnom službom, isplaćivale u obliku novčane rente. Sve više odnos gospodara i kmeta postaje odnos zemljoposjednika i zakupca.
Vladavine Rikarda I. Lavljeg Srca i Ivana bez Zemlje (1189. – 1216.) koji su vodili mnoge ratove za svoje nasljedne feude u Francuskoj zemlju su iscrpili, a i grubi način vladavine Ivana bez Zemlje potakli su englesko plemstvo na ustanak na kraju kojeg je Ivan bio prisiljen sklopivši Veliku povelju sloboda (Magna charta libertatum), prihvatiti uvjete koji su ograničavali njegovu moć, davali određene povlastice plemstvu, a slobodni ljudi su dobili određena jamstva protiv samovoljnih kraljevskih postupaka. Magna charta libertatum smatra se prvim pisanim ustavnim zakonom Engleske (i uopće prvim pisanim ustavnim aktom u svijetu) pogotovo iz razloga što su ustanak plemstva i sklapanje Povelje podržali i drugi slojevi naroda. Također se smatra dokumentom koji jamči građanska prava i vladavinu zakona.
Novi poticaj razvoju parlamentarizma u Engleskoj dao je ustanak plemstva protiv kralja Henrika III. koji je bio rezultat neprihvaćanja Oxfordskih i Westminsterskih odredbi kojima je visoko plemstvo nastojalo dodatno kontrolirati kralja. Parlament se dodatno razvijao tijekom vladavine Edvarda I. koji je bio puno oprezniji vladar. Tijekom njegove vladavine osvojen je Wales 1284. godine.
14. stoljeće u povijesti Engleske ostat će najviše upamćeno po dva događaja. Početku Stogodišnjeg rata i pojavi kuge.
Naime, u Francuskoj je izumrla izravna linija dinastije Capet pa je Edvard III. 1337. tražio za sebe francusku krunu jer mu je majka Izabela bila iz kuće Capet. Edvard je ponosno zatražio francusku krunu izazivajući "Filipa de Valoisa koji je sebe nazivao francuskim kraljem", i zapleo se u rat koji će kasnije dobiti naziv Stogodišnji rat. U početku rata Edvard III. je pobjedama kod Sluisa 1340., Crécyja 1346., zauzećem Calaisa, te osvajanjem velikog dijela zapadne Francuske postigao uspjehe, ali godine 1360. sporazumom iz Brétignyja morao se odreći svojih pretenzija u Francuskoj, a primirjem godine 1375. izgubio je sve posjede u Francuskoj osim Calaisa, Bordeauxa, Bayonnea i Bresta. Rat se sljedećih desetljeća nastavio s promjenjivom srećom.
Crna smrt (kuga) stigla je u južnu Englesku godine 1348. najvjerojatnije brodovima iz kontinentalne Europe. Slijedilo je nekoliko epidemija i to 1361., 1369. i 1374. godine. Učinak kuge na stanovništvo bio je razarajući: u samo jednom naraštaju umrla je najmanje jedna trećina ako ne i polovina stanovništva. Pošast kuge donijela je katastrofu golemih razmjera koja se odrazila na funkcioniranje cjelokupnog engleskog društva kroz duže vrijeme.
Između 1415. i 1420. godine kralj Henrik V. postigao je u Stogodišnjem ratu velike vojne pobjede u Francuskoj i s vojskom došao pred zidine Pariza. Nakon višemjesečnih pregovora, 1420. godine, postignut je sporazum iz Troyesa prema kojem je Henrik V. oženio kćer francuskog kralja Karla VI. Katarinu od Valoisa i postao nasljednik francuske krune. Henrik V. je tim sporazumom postao prvi engleski kralj koji je i faktički i pravno, svojim pravom na nasljedstvo francuske krune, ujedinio francusku i englesku krunu.
Tijekom vladavine njegova nesposobnog sina Henrika VI. pod čijom krunom su bile pravno, ne i faktički, ujedinjene Francuska i Engleska, anulirana su sva postignuća njegova oca Henrika V. u Francuskoj, faktički je završio Stogodišnji rat porazom Engleske i u zemlji je zavladao kaos i građanski rat nazvan Ratovima dviju ruža vođen između dviju obiteljskih klanova i pretendenata na englesko prijestolje, klana York (Bijela ruža) i klana Lancaster (Crvena ruža) koji se odvijao u razdoblju između 1461. do dolaska na vlast dinastije Tudor 1485. u bici kod Boswortha na čelu s kraljem Henrikom VII. Bitka kod Boswortha smatra se prijelomnicom u engleskoj povijesti i općenito krajem Srednjeg vijeka u Engleskoj.
Novo razdoblje počelo je vladavinom Henrika VIII. koji je raskinuo veze Katoličke crkve u Engleskoj s Rimom i papom te osnovao Anglikansku crkvu, koja je dolaskom na vlast njegova sina Edvarda VI. potpuno preusmjerena ka protestantizmu što je imalo ne samo vjerske nego i političke konzekvence na položaj Engleske u okružju i vanjskopolitičkom usmjerenju. Naime, veliki utjecaj na mladog Edvarda VI. imao je Thomas Cranmer, nadbiskup canterburyjski koji je bio vjerski i politički usmjeren ka protestantizmu i koji je utjecao da se mnogi katolički vjerski običaji počnu zamjenjivati protestantskim. Knjiga molitvi (Book of Common Prayer), a napose Zakon o uniformnosti (Act of Uniformity) u politički i vjerski život Engleske počeli su uvoditi protestantske običaje što je utjecalo na antagoniziranje katolika i protestanata, te do ustanaka u pojedinim dijelovima Engleske, koja je tada još uvijek bila pretežno katolička, a koji ustanci su krvavo ugušeni tako da su pojedina područja Engleske opustošena i lišena muškog stanovništva zbog masovnih likvidacija.

## Upravna podjela
Upravna podijela Engleske je izrazito složena, a datira još od od anglo-saksonskih vremena. Engleska je tradicionalno bila podijeljena na 39 povijesnih grofovija (eng. Counties) koje su osnovali normanski osvajači, a mnoge imaju osnovu u ranijim saksonskim kraljevstvima. Granice su definitivno ustanovljene u kasnom srednjem vijeku. Od druge polovine 20. stoljeća grofovije su u svojoj ulozi kao upravna područja više puta reorganizirane, ali u svijesti stanovništva i dalje postoje kao povijesne grofovije. Veći gradovi i dalje su bili dijelovi grofovija, ali se njima samostalno upravljalo kao četvrtima (eng. Borougs). Od 1890. do 1965. organizirane su administrativne grofovije. Godine 1997. stvorene su ceremonijalne grofovije, koje se nazivaju i zemljopisnima jer ljudi njihove nazive upotrebljavaju kako bi opisali mjesto gdje žive. Ceremonijalnih grofovija ima 48.
Tijekom 20, stoljeća upravna podjela je prilagođena novonastalim velikim gradskim aglomeracijama i demografskim promjenama. Krajem stoljeća ustanovljena su četiri stupnja lokalne uprave: regija, grofovija, okrug i župa. Na taj su način promijenjene i granice navedenih 39 povijesnih odnosno tradicionalnih grofovija. Godine 1965. ustanovljeno upravno područje Veliki London. Veliki London ima status regije te se sastoji od 32 četvrti i City of London. Najviša jedinica lokalne upravne podjele je regija koja se sastoji od nekoliko grofovija. Engleske regije stvorene su 1994. godine, a ima ih 9. Stvorene su uglavnom za statističke potrebe, a koriste se i pri izborima za Europski parlament. Nazivi regija su: Sjeverozapad, Sjeveroistok, Yorkshire i Humber, Istočni Midlands, Zapadni Midlands, Istok, Jugoistok, Jugozapad i Veliki London.
Godine 1974. ustanovljene su metropolitanske (eng. Metropolitan Counties) i nemetropolitanske grofovije (eng. Non-Metropolitain Counties). Postoji 6 metropolitanskih grofovija koje obuhvaćaju područje velikih gradova. Godine 1986. su raspuštena vijeća metropolitanskih grofovija. Njihove zadaće su prenijete na metropolitanske okruge (eng.metropolitan districts) ili metropolitanske četvrti (eng. metropolitan borough) tako da su oni obavljali sve poslove i grofovija i okruga. (jednostupanjska uprava). Njihovu ulogu moglo bi se opisati kao jedinstvena vlast. Tako da je prijašnjih 6 metropolitanskih grofovija sada podijeljeno na 36 metropolitanskih okruga. Pojam 6 metropolitanskih grofovija i dalje je zadržan ali odnosi se još samo na zemljopisni položaj i služi za potrebe statistike.
Nemetropolitanskih grofovija ima 75, a dijele se na 35 shire grofovija koje imaju više okruga (eng. Districts) i 40 grofovija koje imaju samo jedan distrikt (eng. Unitary authority) te su ujedno grofovija i okrug. One imaju jednostupanjsku upravu jer imaju samo vijeće okruga. To su područja većih gradova koji su izdvojeni iz uprava 35 grofovija. U shire grofovijama je riječ o dvostupanjskoj upravi jer svaka grofovija ima više okruga te imamo vijeće grofovije i vijeće okruga. U shire grofovijama ukupno ima 284 okruga. Svi distrikti u shire grofoviji Berkshire imaju status Unitary authority te ne postoji vijeće grofovije ali se ipak ubraja među 35 nemetropolitanskih grofovija.

## Veliki gradovi
Engleski jezik razlikuje pojmove City od Town, što bi se kod nas oboje prevelo samo s grad. Pravo da se mjesto nazove City proizlazi iz kraljevske povelje o takvom imenovanju (Royal Charter) Pri tome je kao orijentacija služio podatak, da li naselje ima katedralu. Dok, primjerice, mali Herford s nepunih 60.000 stanovnika ima naziv City, Stockport sa svojih 285.000 stanovnika je Town.
Lista "velikih gradova Engleske" sadržava i t.zv. "Metropolitain Boroughs". Neki od tih upravnih središta sastoje se od više gradova (Town ili City). Ti "Metropolitain Boroughs" su jednostupanjske upravne jedinice.
Najveće gradske upravne jedinice u Engleskoj s više od 200.000 stanovnika (podatci iz 2001., iskazano u tisućama) su:
- London (7 172)
- Birmingham (977)
- Leeds (715)
- Sheffield (513)
- Bradford (468)
- Liverpool (439)
- Manchester (393)
- Kirklees (389)
- Bristol (381)
- Wakefield (315)
- Wirral (312)
- Dudlei (305)
- Wigan (301)
- Coventry (301)
- Doncaster (287)
- Stockport (285)
- Sefton (283)
- Sandwell (283)
- Sunderland (281)
- Leicester (279)
- Nottingham (266)
- Bolton (261)
- Newcastle upon Tyne (260)
- Walsall (253)
- Rotherham (248)
- Kingston upon Hull (244)
- Stoke-on-Trent (241)
- Plymouth (240)
- Wolverhampton (237)
- Derby (222)
- Barnsley (218)
- Southampton (217)
- Oldham (217)
- Salford (216)
- Tameside (213)
- Trafford (210)
- Milton keynes (210)
- Rochdale (205)
- Solihull (200)

### Ostali projekti
|  | Zajednički poslužitelj ima stranicu o temi Engleska    |
|  | Zajednički poslužitelj ima još gradiva o temi Engleska |
|  | Zajednički poslužitelj sadrži atlas Engleske           |